# Lophelia
Lophelia is een geslacht van steenkoralen uit de familie Caryophylliidae. De wetenschappelijke naam van het geslacht werd in 1849 voorgesteld door Henri Milne-Edwards en Jules Haime. Als typesoort wezen ze Madrepora prolifera Pallas, 1766 aan, een naam die nu gereduceerd is tot een synoniem van Madrepora pertusa Linnaeus, 1758.

## Etymologie
De naam Lophelia, samengesteld uit de Oudgriekse woorden λόφος (lophos) "kuif" en ἥλιος (hēlios) "zon", dus "bosje zonnen", verwijst naar de zonachtige vorm van de ingetrokken poliepen.

## Soort
- Lophelia pertusa (Linnaeus, 1758)